# Второе издание крепостничества
Второе издание крепостничества — появление либо усиление крепостного права в странах Центральной и Восточной Европы в XVI—XIX веках.

## Название
Название этого явления связано с тем, что к XIII—XIV векам в некоторых странах Европы крепостное право почти исчезло и сменилось лёгкими видами феодальной эксплуатации. Возможно, впервые этот термин использовал Энгельс.

## Распространение
Второе издание крепостничества наблюдалось в Речи Посполитой, Венгрии, России, Чехии, Дании и в государствах восточной Германии: Пруссии, Мекленбурге, Померании, Австрии и некоторых других. Во всех этих странах к этому времени утвердились рыночные отношения и частная собственность, что отличалось от условий возникновения классического крепостного права.

## Особенности
Важной особенностью нового крепостничества было то, что барщинное хозяйство было не натуральным, а товарным, то есть, включено в единый рынок. Другой особенностью было то, что крестьяне были частной собственностью помещиков: шла широкая торговля душами (зачастую без земли — в Померании, России, Мекленбурге и Речи Посполитой).

## Причины возникновения
Марксистская традиция объясняет второе издание крепостничества появлением большого денежного спроса на хлеб в странах Западной Европы (или в самих восточноевропейских странах) и укреплением государственной власти, способной эффективно справляться с восстаниями.
Другая точка зрения состоит в том, что Восточная Европа просто с запаздыванием прошла этап крепостничества.
Сторонники теории зависимого развития подчёркивают тот момент, что в ходе внедрения извне уже сформировавшихся капиталистических отношений в традиционное общество происходит лишь частичная его модернизация (появление анклавов современного производства), на фоне массовой архаизации общественных отношений за их пределами — в том числе и возврата к крепостной зависимости крестьян или её ужесточения там, где она ещё существовала, но находилась в процессе разложения.
Кристофер Чейз-Данн обращал внимание на "тщательное сравнение «второго крепостничества» в Восточной Европе с классовыми структурами, возникшими в колониальной Латинской Америке в XVI веке", осуществленное И. Валлерстайном.

## Отмена крепостного права по странам
- В Чехии крестьяне были освобождены в 1781 году.
- В некоторых государствах крепостное право было отменено во время наполеоновских войн (в частности, в Пруссии — в 1807 году).
- В Мекленбурге крепостничество было ликвидировано в 1820 году.
- В королевстве Ганновер — в 1831.
- В Саксонии — в 1832.
- В Австрийской империи — в 1848 году, причем в Венгрии — в 1853.
- В России отмена крепостного права произошла в 1861 г.
- В Болгарии (в составе Османской империи) — в 1879.
- В Боснии и Герцеговине (в составе Австро-Венгрии) — в 1918.